# Тамарченко Давид Овсійович
Давид Овсійович Тамарченко (16 березня 1907, Старий Крим — 10 січня 1959, Ленінград) — радянський літературний критик, літературознавець і теоретик літератури, доктор філологічних наук.
Закінчив в 1930 році Державну Академію мистецтвознавства в Ленінграді. Вивчав військову прозу, прозу К. О. Федіна. Брав участь в дискусіях 1930-х років в Ленінграді, займаючи позиції, близькі тодішньому офіціозу, з яких критикував переверзевців, марристів, рапповців, Г. Горбачова та ін. Викладав у Ленінграді, Кірові.
Після війни викладав в Києві, потім у Ленінграді. Досліджував творчість Т. Г. Шевченка, російських класиків XIX століття, спірні питання, пов'язані з вивченням «Євгенія Онєгіна» О. С. Пушкіна, «Героя нашого часу» М. Ю. Лермонтова і «Мертвих душ» М. В. Гоголя. Формулюючи свій погляд на проблематику і жанрову природу цих романів, висвітлював риси їх своєрідності в порівнянні з попереднім і сучасним їм закордонним романом.
У 1930-х роках жив на Васильєвському острові.